# Орашану, Николае
Николае Т. Орашану (англ. Nicolae T. Orășanu; 1833, Крайова — 7 августа 1890, Негрень, Австро-Венгрия) — румынский поэт-сатирик
, прозаик, публицист, мемуарист, журналист, редактор, переводчик.

## Биография
Родился в бедной семье. Учился в Бухарестской школе Святого Саввы, но учёбы не кончил.
В молодости Орашану занялся политикой и газетным бизнесом; участвовал в оппозиции властям. Вместе с К. Росетти редактировал демократическую газету «Țânțarul» (1859). Затем самостоятельно редактировал серию сатирических вестников «Spiriduș», «Nichipercea», «Cicala», «Sarsailă», «Urzicătorul», «Asmodeu», а также политические издания «Opiniunea națională», «Daracul», «Ghimpele», «Farfara» и «Cucu».
В 1854 году опубликовал свою книгу «Floricele de primăvară» . В ней были представлены сентиментальные стихи, которые резко контрастировали с его резким темпераментом, уступая преобладающему романтическому настроению.
В начале 1870-х годов приобрёл известность статьями и стихотворениями против короля Кароля I. Опубликовал ряд брошюр «Coarnele lui Nichipercea», «Coada lui Nichipercea», «Ochiul dracului», «Codița dracului», «Ghearele dracului».
Переводил произведения Поля де Кока, Жан-Пьера Клари де Флориана и Жана-Луи Карра.
Орашану подписался либо своими инициалами, либо псевдонимами, такими как Г. Паликарополь, Четаценеску, Яго, Иоана луи Вижан, Вадува, Нетто, Никор, Одобаша и Орашенеску.

## Избранные произведения
- «Tîrgul cu idei sau buletinul Cişmigiului» (1857),
- «Botezul lui Fîl-Fîl-Son în balta Cişmigiuluĭ» (1857),
- «Trei feţĭ logofetĭ» (1857),
- «О fată de măritat» (1858),
- «Panorama sau mineele lui Nichipercea» (1860),
- «Ilustriĭ contemporanĭ. Satire şi epigrame politice» (1861),
- «Talmeş-Balmeş delà naşul meu Nichipercea» (1861—1863),
- «Opere satirice» (1875).
- «Poesiĭ didactice armatelor romane» (1877).